# Guerino Mazzola
Guerino Mazzola (2 de fevereiro de 1947) é um matemático, musicologista, pianista de jazz e escritor suíço.

## Biografia
Mazzola obteve a graduação em matemática, física teórica e cristalografia na Universidade de Zurique, onde obteve um doutorado em 1971, orientado por Bartel Leendert van der Waerden, com a tese Der Satz über die Zerlegung Finslerscher Zahlen in Primfaktoren. Em 1980 obteve a habilitação em geometria algébrica e teoria de representação. Em 2003 habilitou-se em computação científica na Universidade de Zurique.
Mazzola é conhecido por suas aplicações de conceitos matemáticos sofisticados como topos à teoria musical, descrito em seu livro The Topos of Music.
Atualmente é professor da University of Minnesota College of Liberal Arts. É desde 2007 presidente da Society for Mathematics and Computation in Music.

## Publicações
- Gruppen und Kategorien in der Musik. Hermann (1985) ISBN 3-88538-210-5.
- Rasterbild - Bildraster, CAD-gestützte Analyse von Raffaels "Schule von Athen". Springer (1987) ISBN 9783540172673.
- Geometrie der Töne. Birkhäuser (1990) ISBN 3-7643-2353-1.
- Ansichten eines Hirns. Birkhäuser (1990) ISBN 3-7643-2484-8.
- The Topos of Music, Geometric Logic of Concepts, Theory, and Performance. Birkhäuser (2002) ISBN 3-7643-5731-2.
- Perspectives in Mathematical Music Theory.. EpOs (2004). ISBN 978-3-923486-57-1.
- Comprehensive Mathematics for Computer Scientists I & II here and Errata here
- Elemente der Musikinformatik. Birkhäuser (2006) ISBN 3-7643-7745-3.
- La vérité du beau dans la musique. Delatour/IRCAM (2007) ISBN 2-7521-0029-9.
- Flow, Gesture, and Spaces in Free Jazz—Towards a Theory of Collaboration. Springer (2009) ISBN 978-3-540-92194-3.
- Musical Performance. Springer (2011) ISBN 978-3-642-11837-1.
- Musical Creativity—Strategies and Tools in Composition and Improvisation. Springer (2011) ISBN 978-3-642-24516-9.
- Computational Musicology in Hindustani Music. Springer (2014) ISBN 978-3319114712.
- Computational Counterpoint Worlds. Springer (2015) ISBN 978-3-319-11235-0.
- Cool Math for Hot Music. Springer (2016) ISBN 978-3-319-42935-9.
- All About Music. Springer (2016) ISBN 978-3-319-47334-5.
- The Topos of Music, 2nd ed. Vol. I: Theory. Springer (2017) ISBN 978-3-319-64364-9.
- The Topos of Music, 2nd ed. Vol. II: Performance. Springer (2017) ISBN 978-3-319-64444-8.
- The Topos of Music, 2nd ed. Vol. III: Gestures. Springer (2017) ISBN 978-3-319-64481-3.
- The Topos of Music, 2nd ed. Vol. IV: Roots. Springer (2017) ISBN 978-3-319-64495-0.
- Basic Music Technology. Springer (2018) ISBN 978-3-030-00982-3.
- The Future of Music. Springer (2020) ISBN 978-3-030-39708-1.

## Discografia
- Mazzola/Piano Solo Kelvin Null OMP Records 1001 LP
- Mazzola/Piano Solo Akroasis Wergo SM 1024 LP
- Mazzola/Moor/Sollberger Aus dem Hinterhalt OMP Records 1002 LP
- Q4 Orchestra Lyons' Brood Creative Works CW 1018 CD
- Guerino Mazzola Synthesis SToA music ST-71.1001 CD
- Jan Beran Immaculate Concept SToA music ST-71.1002 CD
- Q4 Orchestra Yavapai Creative Works CW 1028 CD
- Rissi/Mazzola/Geisser Fuego Creative Works CW 1029 CD
- Brown/Mazzola/Geisser Orbit Music & Arts CD-1015 CD
- Mazzola/Geisser Toni's Delight Cadence Jazz Records 1090 CD
- Mazzola/Geisser/Fields/Turner Maze Quixotic Records 5002 CD
- Mazzola/Geisser /Fields/Maneri Heliopolis Cadence Jazz Records 1122 CD
- Mazzola/Geisser Folia Silkheart Records SHCD 153 CD
- Mazzola/Geisser/Rissi Tierra Cadence Jazz Records 1130 CD
- Mazzola/Geisser/Rissi Agua Cadence Jazz Records, 1150 CD
- Mazzola/Geisser Someday Silkheart Records 154 CD
- Mazzola/Geisser/Fields/Maneri Chronotomy BlackSaint 120173-2 CD
- Mazzola/Geisser/Kato/Saga Live at Airegin Ayler Records aylDL-056 CD
- Mazzola/Geisser/Rissi Herakleitos Ayler Records aylDL-069 CD
- Mazzola/Geisser/Rissi Aire Cadence Jazz Records 1130 CD
- Mazzola/Geisser/Kaiser/Sirone Liquid Bridges CD in Springer book Flow, Gesture, and Spaces
- Mazzola/Geisser/Onuma Dancing the Body of Time Cadence Jazz Records 1239 CD
- Mazzola/Park Passionate Message Silkheart Records 159 CD
- Mazzola/Geisser/Kita Ma pfMentum PFMCD116
- Mazzola/Lubet Deep State pfMentum PFMCD119
- Mazzola/Geisser Live at Le Classique pfMentum PFMCD126
- Mazzola/Leo/Lubet/Zielinski/Holdman Negative Space pfMentum PFMCD136
- Mazzola/Lubet Subtle pfMentum PFMCD141